# Marek Rojko

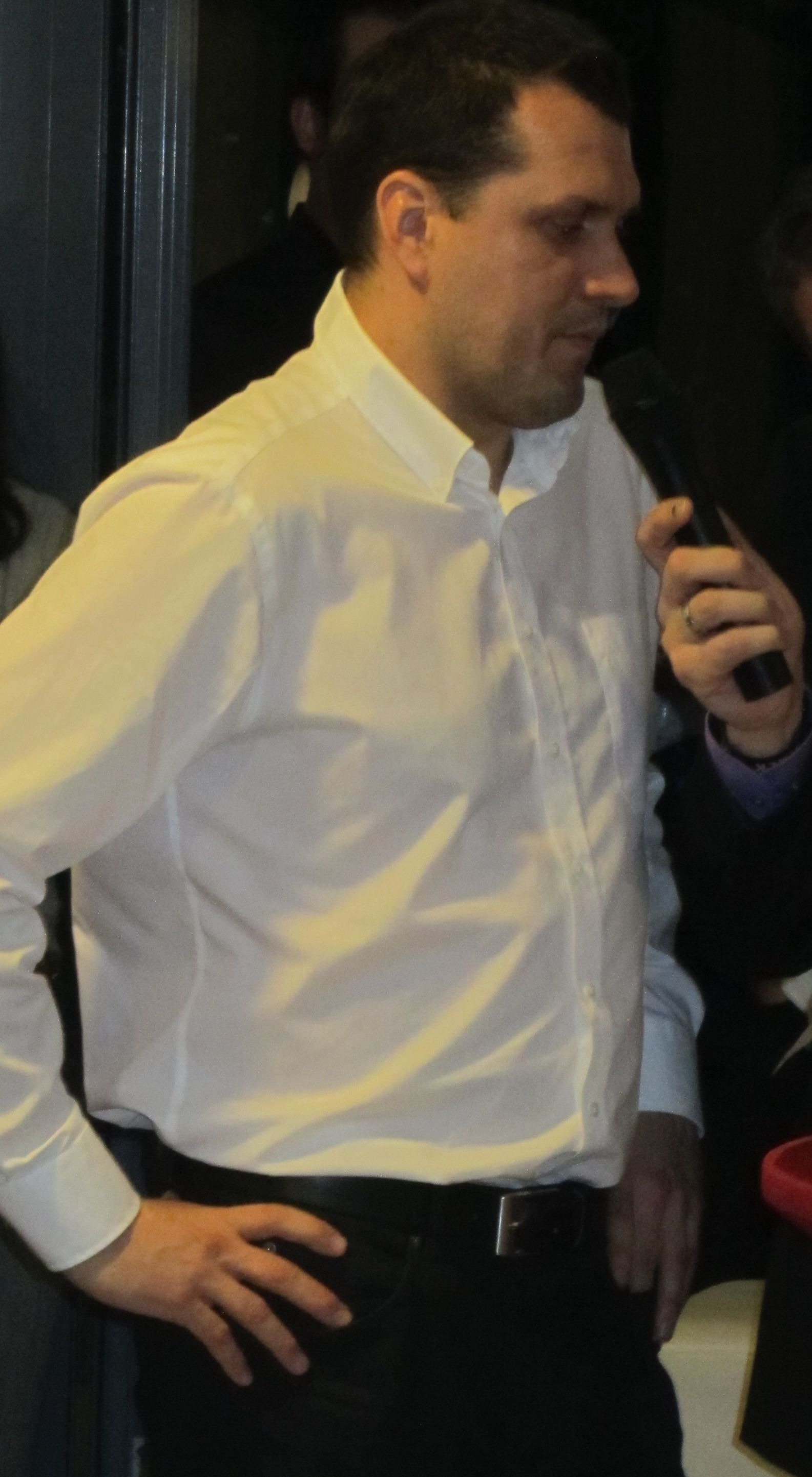
Marek Rojko

Marek Rojko (* 29. Juli 1977 in Bratislava) ist ein slowakischer Volleyball-Trainer.

## Biografie
Rojko war selbst als Profi aktiv, bis eine Verletzung an der Schulter seine Karriere als Spieler beendete. Anschließend trainierte in seiner Heimat Doprastav Bratislava. 2006 und 2008 gewann er mit dem Verein den nationalen Pokal. 2009 gelang Bratislava das Double aus Meisterschaft und Pokal. Rojko betreute von 2009 bis 2011 auch die Juniorinnen-Nationalmannschaft seines Landes und erreichte dabei den sechsten Rang bei der Europameisterschaft 2010 und siebten Platz bei der Weltmeisterschaft 2011. Mit dem Verein folgte ein weiterer Pokalsieg 2011. Ein Jahr später wurde Bratislava wieder Meister. In der MEVZA-Liga erreichte Bratislava mit Rojko 2011 und 2012 jeweils den dritten Rang. Für seine Leistungen wurde Rojko von 2009 bis 2014 viermal in Folge als Trainer des Jahres ausgezeichnet.
2013 verpflichtete der deutsche Bundesligist Ladies in Black Aachen Rojko als neuen Trainer. Im Oktober 2013 übernahm Rojko außerdem das Traineramt bei der slowakischen Frauen-Nationalmannschaft. In der Bundesliga-Saison 2013/14 erreichte er mit den Ladies in Black das Halbfinale in der deutschen Meisterschaft und somit den größten Erfolg der Vereinsgeschichte. Ein Jahr später führte er die Mannschaft ins DVV-Pokalfinale, das die Ladies in Black mit 2:3 gegen Allianz MTV Stuttgart verloren, und erneut in die Playoffs. Als auf einen erfolgreichen Start in die Saison 2015/16 eine Serie von Niederlagen folgte, wurde Rojko am 28. Dezember 2015 als Cheftrainer in Aachen entlassen.
Seit der Saison 2016/17 ist Rojko beim tschechischen Erstligaverein VK Královo Pole Brno (Brünn) unter Vertrag.